# Circuito integrado

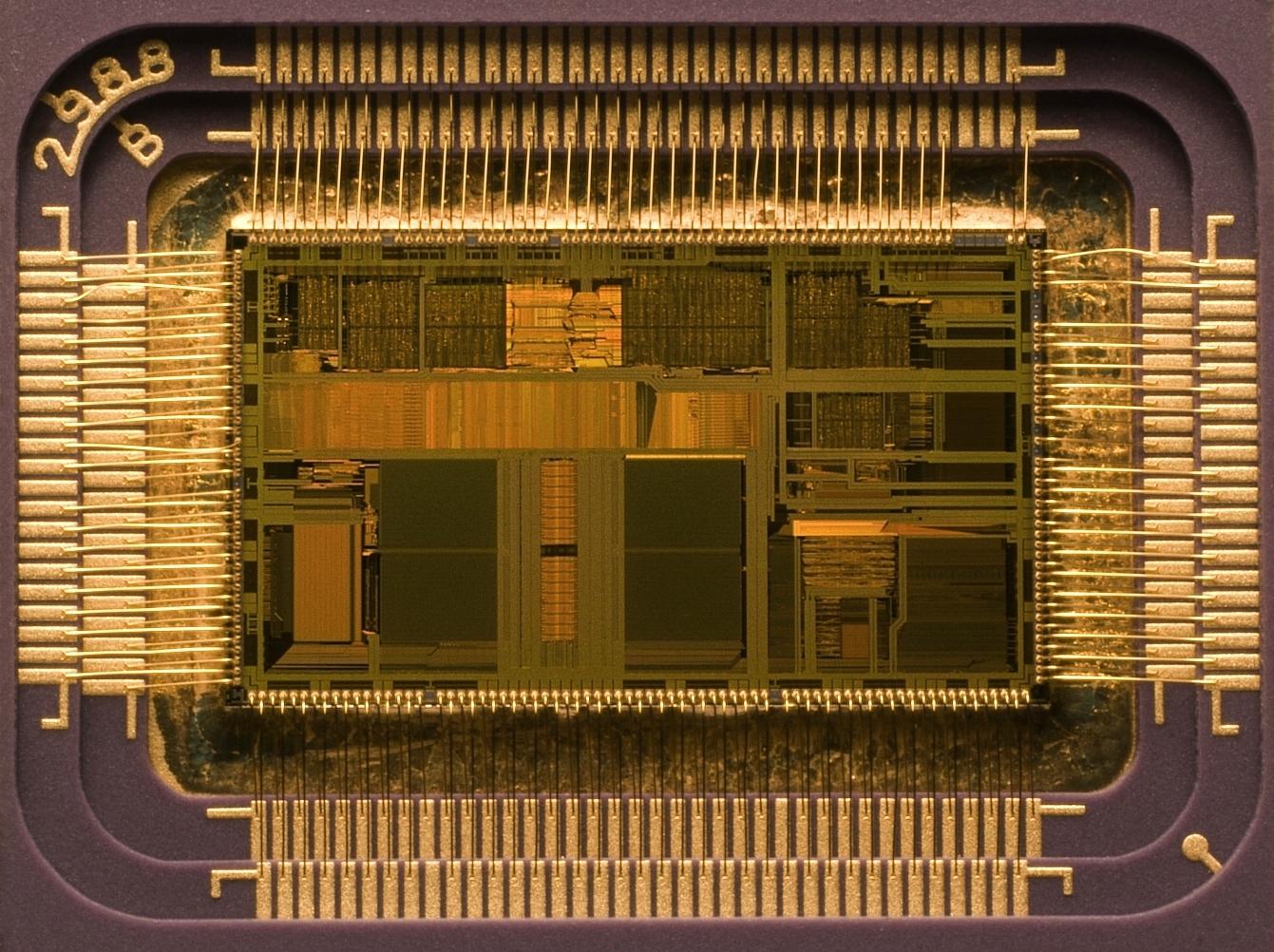
Microprocessador Intel 80486DX2 com encapsulamento removido.

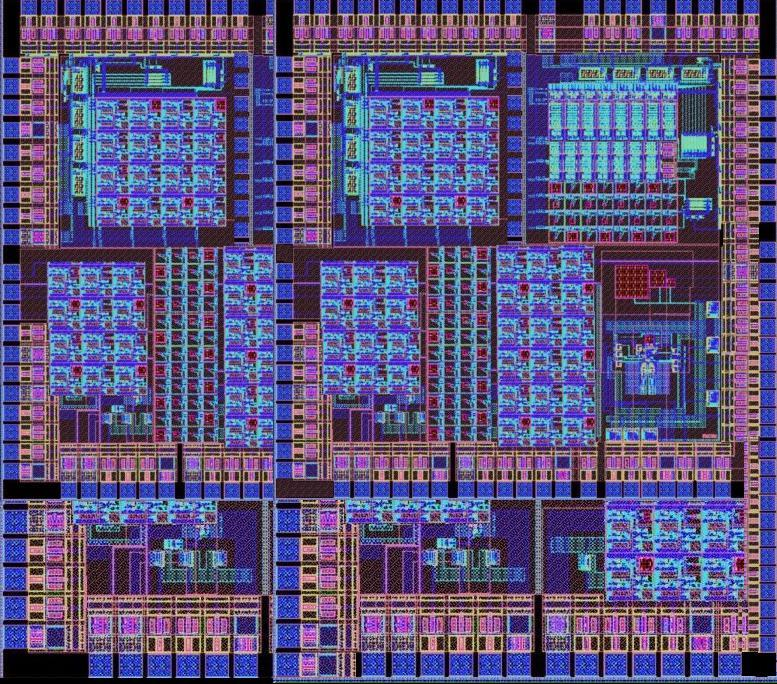
Fotografia da arquitetura interna de um microprocessador de imagens de ressonância magnética aumentada 600 vezes, sob luz ultravioleta, para se enxergarem os detalhes.

Em eletrônica, um circuito integrado (CI), também chamado chipe, microchipe ou nanochipe (do inglês chip, microchip e nanochip, respectivamente), é um circuito eletrônico miniaturizado (composto principalmente por dispositivos semicondutores) sobre um substrato fino de material semicondutor.
Os circuitos integrados são usados em quase todos os equipamentos eletrônicos usados hoje e revolucionaram o mundo da eletrônica.
Um circuito integrado híbrido é um circuito eletrônico miniaturizado constituído de dispositivos semicondutores individuais, bem como componentes passivos, ligados a um substrato ou placa de circuito.
Os circuitos integrados foram possíveis por descobertas experimentais que mostraram que os dispositivos semicondutores poderiam desempenhar as funções de tubos de vácuo, e desde meados do século XX, pelos avanços da tecnologia na fabricação de dispositivos semicondutores. A integração de um grande número de pequenos transístores em um chip pequeno foi uma enorme melhoria sobre o manual de montagem de circuitos com componentes eletrônicos discretos. A capacidade do circuito integrado de produção em massa, a confiabilidade e a construção de bloco de abordagem para projeto de circuito assegurou a rápida adaptação de circuitos integrados padronizados no lugar de desenhos utilizando transístores pequenos.
Há duas principais vantagens de circuitos integrados sobre circuitos discretos: custo e desempenho. O custo é baixo porque os chips, com todos os seus componentes, são impressos como uma unidade por fotolitografia: um puro cristal de silício, chamada de substrato, que são colocados em uma câmara. Uma fina camada de dióxido de silício é depositada sobre o substrato, seguida por outra camada química, chamada de fotorresiste. Além disso, muito menos material é usado para construir um circuito como um circuitos integrados do que como um circuito discreto. O desempenho é alto, visto que os componentes alternam rapidamente e consomem pouca energia (em comparação com os seus homólogos discretos) porque os componentes são pequenos e estão próximos. A partir de 2006, as áreas de chips variam de poucos milímetros quadrados para cerca de 350 mm², com até 1 milhão de transístores por mm². Chips feitos de nanotubos de carbono, em vez de silício, podem dar origem a uma nova geração de dispositivos eletrônicos mais rápidos e com maior eficiência energética.

## História
A ideia de um circuito integrado foi levantada por Geoffrey Dummer (1909-2002), um cientista que trabalhava para o Royal Radar Establishment (do Ministério da Defesa britânico). Dummer publicou a ideia em 7 de maio de 1952 no Symposium on Progress in Quality Electronic Components em Washington, D.C.. Ele deu muitas palestras públicas para propagar suas ideias.
O circuito integrado pode ser considerado como sendo inventado por Jack Kilby de Texas Instruments e Robert Noyce, da Fairchild Semiconductor, trabalhando independentemente um do outro. Kilby registrou suas ideias iniciais sobre o circuito integrado em julho de 1958 e demonstrou com sucesso o primeiro circuito integrado em função em 12 de setembro de 1958 Em seu pedido de patente de 6 de fevereiro de 1959, Kilby descreveu o seu novo dispositivo como "a body of semiconductor material ... wherein all the components of the electronic circuit are completely integrated."
Kilby ganhou em 2000 o Prêmio Nobel de Física por sua parte na invenção do circuito integrado. Robert Noyce também veio com sua própria ideia de circuito integrado, meio ano depois de Kilby. O chip de Noyce tinha resolvido muitos problemas práticos que o microchip, desenvolvido por Kilby, não tinha. O chip de Noyce, feito em Fairchild, era feito de silício, enquanto o chip de Kilby era feito de germânio.
Marcante evolução do circuito integrado remonta a 1949, quando o engenheiro alemão Werner Jacobi (Siemens AG) entregou uma patente que mostrou o arranjo de cinco transístores em um semicondutor. A utilização comercial de sua patente não foi relatado.
A ideia de precursor da IC foi a criação de pequenos quadrados de cerâmica (pastilhas), cada um contendo um único componente miniaturizado. Esta ideia, que parecia muito promissora em 1957, foi proposta para o Exército dos Estados Unidos por Jack Kilby. No entanto, quando o projeto foi ganhando força, Kilby veio em 1958 com um design novo e revolucionário: o circuito integrado.

## Escala de integração e nanotecnologia
Com os componentes de larga escala de integração, (do inglês: Large Scale Integration, LSI), nos anos oitenta, e a integração em muito larga escala, (Very-large-scale integration, VLSI), nos anos noventa, vieram os microprocessadores de alta velocidade de tecnologia MOS, que nada mais são que muitos circuitos integrados numa só mesa epitaxial.
Atualmente a eletrônica está entrando na era da nanotecnologia. Os componentes eletrônicos se comportam de maneiras diferentes do que na eletrônica convencional e microeletrônica, nestes a passagem de corrente elétrica praticamente não altera o seu estado de funcionamento. Nos nanocomponentes, a alteração de seu estado em função da passagem de corrente deve ser controlada, pois existe uma sensibilidade maior às variações de temperatura, e principalmente à variações dimensionais. Estas causam alterações nas medidas físicas do componente de tal forma, que podem vir a danificá-la. Por isso a nanotecnologia é tão sensível sob o ponto de vista de estabilidade de temperatura e pressão.
| Abrev. | Denominação                   | Complexidade (números de transístores) | Complexidade (números de transístores) | Complexidade (números de transístores) |
| Abrev. | Denominação                   | Interpretação comum                    | Tanenbaum                              | Texas Instruments                      |
| ------ | ----------------------------- | -------------------------------------- | -------------------------------------- | -------------------------------------- |
| SSI    | Small Scale Integration       | 10                                     | 1–10                                   | em baixo de 12                         |
| MSI    | Medium Scale Integration      | 100                                    | 10–100                                 | 12–99                                  |
| LSI    | Large Scale Integration       | 1 000                                  | 100–100 000                            | 100–999                                |
| VLSI   | Very Large Scale Integration  | 10 000–100 000                         | a partir de 100 000                    | ab 1 000                               |
| ULSI   | Ultra Large Scale Integration | 100 000–1 000 000                      | —                                      | —                                      |
| SLSI   | Super Large Scale Integration | 1 000 000–10 000 000                   | —                                      | —                                      |

### Nanochipe
Uma tecnologia Nanochipe é um circuito integrado eletrônico tão pequeno que pode ser medido com precisão apenas na escala nanométrica. É um dispositivo semicondutor que aumenta a gama de chips de armazenamento removíveis. Nanochipes também são usados em produtos eletrônicos de consumo, como câmeras digitais, telefones celulares, PDAs, computadores e laptops, entre outros. Nanochipe é um pequeno sistema eletrônico que possui alto poder de processamento e também pode caber em um volume físico assumido com menos necessidade de energia. A tecnologia de nanochipe é benéfica, pois seus chips de armazenamento não dependem dos limites da litografia.

## Fabricação

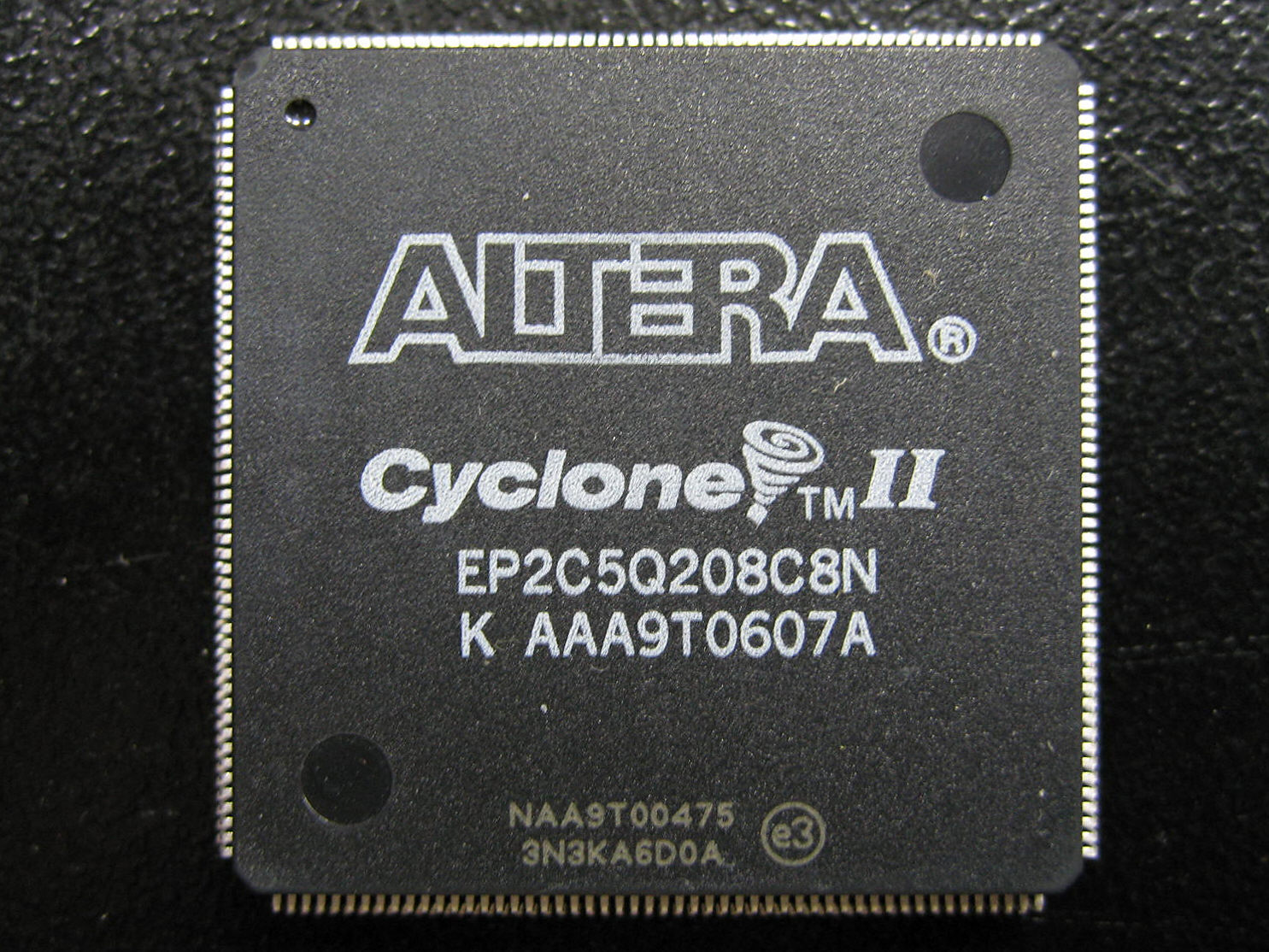
Dispositivo lógico programável da empresa Altera.

A importância da integração está no baixo custo e alto desempenho, além do tamanho reduzido dos circuitos aliado à alta confiabilidade e estabilidade de funcionamento. Uma vez que os componentes são formados ao invés de montados, a resistência mecânica destes permitiu montagens cada vez mais robustas a choques e impactos mecânicos, permitindo a concepção de portabilidade dos dispositivos eletrônicos.
No circuito integrado completo ficam presentes os transístores, condutores de interligação, componentes de polarização, e as camadas e regiões isolantes ou condutoras obedecendo ao seu projeto de arquitetura.
No processo de formação do chip, é fundamental que todos os componentes sejam implantados nas regiões apropriadas da pastilha. É necessário que a isolação seja perfeita, quando for o caso. Isto é obtido por um processo chamado difusão, que se dá entre os componentes formados e as camadas com o material dopado com fósforo, e separadas por um material dopado com boro, e assim por diante.
Após sucessivas interconexões, por boro e fósforo, os componentes formados ainda são interconectados externamente por uma camada extremamente fina de alumínio, depositada sobre a superfície e isolada por uma camada de dióxido de silício.

### Rotulagem
Dependendo do tamanho os circuitos integrados apresentam informações de identificação incluindo 4 seções comuns: o nome ou logotipo do fabricante, seu número, número do lote e/ou número serial e um código de 4 dígitos identificando a data da fabricação. A data de fabricação é comumente representada por 2 dígitos do ano, seguido por dois dígitos informando a semana. Exemplo do código 8341: O circuito integrado foi fabricado na semana 41 do ano de 1983, ou aproximadamente em outubro de 83.
Desde que os circuitos integrados foram criados, alguns designers de chips têm usado a superfície de silício para códigos, imagens e palavras não funcionais. Eles são algumas vezes referenciados como chip art, silicon art, silicon graffiti ou silicon doodling.

## Outros desenvolvimentos
Na década de 80, foi criado o dispositivo lógico programável. Esses dispositivos contêm um circuito com função lógica e conectividade que podem ser programados pelo usuário, ao contrário de ser fixada diretamente pelo fabricante do CI. Isso permite que um único chip possa ser programado para implementar diferentes funções como portas lógicas, somadores e registradores. Os dispositivos atualmente nomeados Field Programmable Gate Arrays (Arranjo de Portas Programável em Campo) podem agora implementar dezenas ou milhares de circuitos LSI em paralelo e operar acima de 550 MHz.
As técnicas aperfeiçoadas pela indústria de circuitos integrados nas últimas três décadas têm sido usadas para criar máquinas microscópicas, conhecidos como sistemas microeletromecânicos (do inglês: microelectromechanical systems, MEMS, ver também: microtecnologia). Esses dispositivos são usados em uma variedade de aplicações comerciais e militares. Exemplo de aplicações comerciais incluem a tecnologia processamento digital de luz em videoprojetores, impressoras de jato de tinta e acelerômetros usados em airbags de automóveis.
Desde 1998, um grande número de chips de rádios tem sido criado usando CMOS possibilitando avanços tecnológicos como o telefone portátil DECT da Intel ou o chipset 802.11 da empresa Atheros.
As futuras criações tendem a seguir o paradigma dos processadores multinúcleo, já utilizados pelos processadores dual-core da Intel e AMD. A Intel recentemente apresentou um protótipo não comercial, que tem 80 microprocessadores. Cada núcleo é capaz de executar uma tarefa independentemente dos outros. Isso foi em resposta do limite calor vs velocidade no uso de transístores existentes. Esse design traz um novo desafio a programação de chips. X10 é uma nova linguagem open-source criada para ajudar nesta tarefa.